# Token economy
Een token economy of token-economy-systeem is een gedragstherapeutisch programma, gericht op systematische onmiddellijke positieve bekrachtiging van vooraf vastgelegde doelgedragingen. De bekrachtiging gebeurt via symbolen of tokens die ingeruild kunnen worden voor andere zaken. Een token economy is een vorm van operante conditionering, gegroeid vanuit de gedragsanalyse (behaviorisme), en wordt toegepast bij zowel kinderen als volwassenen.

## Basiselementen
Drie elementen moeten aanwezig zijn om van een token economy te kunnen spreken.

### Tokens
Om te beginnen moet er gebruikgemaakt worden van tokens als bekrachtigers. Een token is een object of symbool dat kan geruild worden voor goederen, diensten of vrijheden. In de praktijk komen tokens onder allerlei vormen voor, bijvoorbeeld plastieken munten, gehandtekende papiertjes met een bepaalde waarde op, stempels van zonnetjes, punten op een teller. Het zijn zaken die op zich geen waarde hebben, maar hun waarde ontlenen aan het feit dat ze kunnen geruild worden tegen zaken die men wel waardevol vindt. In feite betekent dit dat tokens geen primaire bekrachtigers zijn, maar secundaire of aangeleerde bekrachtigers. Er gebeurde heel wat basisonderzoek rond tokenbekrachtiging, ook bij dieren.

### Te ruilen bekrachtigers
De tokens hebben op zich geen waarde, maar kunnen geruild worden voor andere bekrachtigers, die de betrokkenen wel waardevol vinden. Deze achterliggende bekrachtigers worden back-upbekrachtigers genoemd. Meestal kan er zelfs gekozen worden uit een aantal zaken. Deze kunnen heel erg variëren:
- Goederen: snoep, sigaretten, tijdschriften, geld
- Diensten: ontbijt aan bed, je kamer laten schoonmaken, begeleide activiteiten
- Vrijheden en andere extra's: het gebouw of terrein mogen verlaten, in bed blijven liggen, telefoneren, je naam of foto op een bord.

Er zijn hele gamma's van mogelijke back-upbekrachtigers. Deze worden specifiek gekozen, afgestemd op het individu of groep waarvoor de token economy is opgezet en afhankelijk van de mogelijkheden van de behandelaars. Vooraf wordt vastgelegd hoeveel tokens moet gegeven worden voor iedere back-upbekrachtiger. Dikwijls worden zelfs prijslijsten opgemaakt en uitgehangen of aan de betrokkenen gegeven. Sommige zaken kunnen eender wanneer geruild worden, soms zijn er ook vaste ruilmomenten (en wordt bijvoorbeeld een tokenwinkeltje geopend).

### Vastgelegde doelgedragingen
Werken met tokens die ingeruild kunnen worden, is niet voldoende om te spreken van een token economy. De zogenaamde 'contingenties' moeten vooraf bepaald worden. Dit betekent dat vooraf vastgelegd wordt welk gedrag beloond wordt, aan welke criteria dat gedrag precies moet voldoen en hoeveel tokens ermee verdiend kunnen worden. Gewoon tokens geven voor iets dat men positief vindt, is geen token economy omdat dit een willekeurig hanteren van tokens is. Het is belangrijk dat de criteria vooraf vastliggen. Als het bed opmaken een doelgedrag is, moet zowel voor de begeleider als voor de betrokkene duidelijk zijn wat een goed opgemaakt bed is: moet het deken onder de matras gestopt zijn, moet de sprei erop liggen, moet het kussen onder het deken liggen of mag het er ook op liggen? Dergelijke verduidelijkingen zijn niet altijd eenvoudig: wat is beleefd eten of goed meewerken? De doelgedragingen kunnen zeer uiteenlopend zijn, van zelfzorg en huiselijke vaardigheden, activiteiten en sociaal gedrag, tot studeren en gedrag in klassen. Duidelijke criteria opstellen voorkomt discussies, maar belangrijker nog is dat ze het sneller leren bevorderen en daar gaat het uiteindelijk om. Via een duidelijke token economy ondervinden mensen onmiddellijk consequenties van hun gedrag en krijgen daardoor terug greep op hun omgeving en zichzelf. De omgeving wordt er terug voorspelbaar door.
Bij het plannen van hoeveel tokens te verdienen zijn met welk gedrag, dienen de opstellers rekening te houden met een aantal elementen: zorgen dat iedereen met beperkte inspanning toch al een minimum aan tokens kan verdienen, tegelijk zorgen dat men niet te veel verdient waardoor verdere inspanning niet meer loont. Omgekeerd wordt soms ook gewerkt met het verlies van tokens - formeel heet dit 'response cost': ongewenst gedrag (bijvoorbeeld agressie op materiaal) kan beboet worden met het verlies van tokens. Dit alles is vooraf bepaald en duidelijk voor alle betrokkenen. Ook hiervan worden dikwijls overzichtsschema's opgesteld. Het opstellen van de contingenties kan samen met betrokkenen gebeuren.

## Verdere kenmerken van een token economy
Naast de drie basiselementen zijn er nog een aantal kenmerken die vaak aanwezig zijn.

### Sociale bekrachtiging
Bekrachtiging met tokens is belangrijk, maar staat altijd naast sociale bekrachtiging: het geven van complimenten en schouderklopjes. Tokens hebben de bedoeling duidelijkheid te bieden en gedrag te doen toenemen, maar het is de bedoeling dat uiteindelijk sociale bekrachtiging volstaat om het geleerde verder te zetten.

### Shaping
Alle principes van het operante leren worden toegepast binnen een token economy. Shaping betekent dat niet verwacht wordt dat mensen meteen alles perfect doen, maar dat gedrag opgebouwd kan worden en dat ze aanvankelijk beloond worden voor gedrag dat in de goede richting gaat. Als het doel is dat mensen gedurende een hele sessie van 30 minuten aandachtig kunnen zijn, kunnen ze bijvoorbeeld in het begin al tokens krijgen als ze 5 minuten stil blijven.

### Onmiddellijke bekrachtiging
Bekrachtiging is slechts effectief als die vrij snel volgt op het beoogde gedrag. Als mensen langer moeten wachten op een beloning, heeft die minder effect en zal er minder geleerd worden. Dit is het principe van delay discounting. Tokens kunnen echter een overbrugging maken naar latere beloningen en zorgen voor onmiddellijke bekrachtiging.

### Leren plannen en sparen
Soms kunnen mensen grote beloningen verdienen: een weekend naar huis mogen, naar de bioscoop gaan, een klasuitstap. Het is niet aangewezen om zo'n beloning in één keer te geven voor één bepaald gedrag omdat de middelen dan zeer snel uitgeput zijn en daarmee ook de stimulansen. Tokens hebben als voordeel dat ze snel kunnen gegeven worden en dat grotere beloningen toch niet in één keer moeten toegekend worden. Door er een hogere tokenprijs op te kleven, kunnen mensen ze in stukjes verdienen en ervoor sparen. Dit houdt in dat ze de verdiende tokens ook niet meteen mogen opdoen aan andere aantrekkelijke zaken, wat het plannen stimuleert.

### Individuele en groepscontingenties
Meestal loopt een token economy voor een groep mensen waarvoor dezelfde regels gelden. Daarnaast kunnen specifieke individuele doelen en bekrachtigers toegevoegd worden. Soms wordt een token economy echter ook wel voor een bepaald individu opgesteld.

### Consequente toepassing
Een token economy staat of valt meestal met de consequente toepassing ervan. Daarom is training van het personeel essentieel. Consequentie is zeer belangrijk: een token economy steunt voor een groot deel op rechten en plichten van de betrokkenen. Als iemand iets verdiend heeft volgens het systeem, dan heeft die er recht op, ook al vindt een begeleider dat de betrokkene het niet verdient omdat die de dag voordien erg brutaal is geweest.
Ook de familieleden van de betrokkenen dienen geïnformeerd te worden en moeten in zekere mate meewerken. Zij kunnen mee stimulerend werken, of in het andere geval ook ondermijnend door bijvoorbeeld stiekem beloningen toe te stoppen die eigenlijk niet verdiend zijn.

### Getrapt systeem
Dikwijls is de token economy een getrapt systeem waarbij in verschillende fasen of niveaus gewerkt wordt. Aanvankelijk kunnen de betrokkenen minder verdienen en liggen de eisen ook lager. In volgende fasen stijgen de vereisten, maar eveneens de te verdienen bekrachtigers. Stijgen of dalen van niveau is daarbij weer gebonden aan duidelijke criteria. Een laatste fase houdt dan meestal het opheffen van de tokenbekrachtiging in.

## Geschiedenis van de token economy
Reeds in de 19de eeuw zijn er voorlopers van de token economy in scholen en gevangenissen, waarbij men via allerlei puntensystemen zaken kon verdienen. Toen was er echter nog geen sprake van het operante leren. Onderzoek naar bekrachtiging met tokens bij mensen en dieren begon reeds eind de jaren 1930. Pas in de jaren zestig van de twintigste eeuw ontstonden de eerste echte token economy's in psychiatrische ziekenhuizen. Teodoro Ayllon, Nathan Azrin en Leonard Krasner waren hierbij zeer belangrijke figuren. De allereerste echte token economy die ook die naam kreeg, werd in 1961 gestart door Ayllon en Azrin in het Anna State Hospital in Illinois. Rond dezelfde periode en onafhankelijk van de vorige, ontwikkelden Bijou, Birnbauer en Wolf een token economy voor kinderen met een verstandelijke handicap. In de jaren zeventig kwamen de token economy's tot een hoogtepunt en ruime verspreiding. In 1977 verscheen een grote studie (een randomized controlled trial) die nog steeds als mijlpaal geldt. Hierin werd de superioriteit aangetoond van token economy boven een standaardbehandeling en boven gespecialiseerde milieutherapie. Desondanks verdwenen de token economy's vanaf de jaren tachtig plots vrij massaal. Het werd er stil rond. Dit had te maken met uiteenlopende problemen en bezwaren.

## Problemen en kritiek
Vooral op de toepassing van token economy bij volwassenen kwam kritiek. Bovendien stootte men soms op een aantal knelpunten en maatschappelijke evoluties die voor moeilijkheden zorgden.

### Verkorte verblijfsduur en meer maatschappelijke gerichtheid van de hulpverlening
Heel wat token economy's werden toegepast bij de behandeling van chronisch psychiatrische patiënten. Het waren systemen die maanden tot zelfs jaren vergden om optimale resultaten te bekomen. Door maatschappelijke druk werd de verblijfsduur in psychiatrische ziekenhuizen echter fors ingekort en verschoof het accent naar meer maatschappijgericht werken. Er werd meer ambulante hulp en thuiszorg uitgebouwd. Deze evolutie maakte het werken met token economy in eerste instantie minder evident.

### Wettelijke en ethische bezwaren
Wettelijk kwam er een sterke nadruk op patiëntenrechten. Het recht op allerlei comfort en vrijheid van keuze van behandeling bemoeilijkte een aantal zaken. Ook ethische en persoonlijke bezwaren werden geopperd: is het geven van sigaretten als beloning te verantwoorden, is 'straffen en belonen' (hiertoe wordt het systeem door tegenstanders vaak herleid) wel menselijk, is een goed contact met betrokkenen niet veel belangrijker, wordt omgaan met mensen herleid tot handel, is het geen manipuleren van mensen?

### Weerstand van betrokkenen
Toepassing bij volwassenen leidt soms tot weerstand. Mensen kunnen het gevoel hebben gedwongen te worden. Een slecht opgezette token economy kan zelfs tot agressietoename leiden.

### Generalisatie en behoud van de effecten
Er zou een probleem kunnen zijn met het behouden van wat geleerd is en het uitbreiden of generaliseren ervan naar nieuwe situaties. Als het tokensysteem wordt stopgezet zou het aangeleerde gedrag ook terug verdwijnen.

### Externe tegenover interne motivatie
Verwant met het vorige is de opmerking dat bekrachtiging zorgt voor externe motivatie en de intrinsieke of interne motivatie voor zaken doet verminderen.

## Recente toepassingsgebieden en bevindingen
De voorbije 50 jaar gebeurde er zeer veel onderzoek rond token economy. Vooral de eerste 20 jaar werden allerlei aspecten onderzocht. Ondanks alle opmerkingen en het verdwijnen van token economy's, zijn ze toch nooit helemaal weg geweest. Ook nu lopen er nog in uiteenlopende settings.

### Volwassenen
Bij volwassenen wordt token economy vooral toegepast in de geestelijke gezondheidszorg. De kritiek dat men patiënten geen keuze laat en dwingt, wordt tegenwoordig opgevangen door hen wel te laten kiezen om in het token-economyprogramma te stappen of niet. Als ze er eenmaal in zitten, kiezen de meesten er ook voor om erin te blijven. Onderzoek toont aan dat de effecten van token economy bij psychiatrische patiënten kunnen verschillen. Ze zijn ruwweg in te delen in drie categorieën:
- Geen effect: 5 à 20% van de patiënten zou niet of zeer weinig reageren op token economy;
- Enkel effect zolang de token economy blijft lopen: de token economy is in dit geval een prothese die niet geneest, maar blijvende ondersteuning biedt;
- Duidelijke langdurige verbetering op een aantal terreinen (waaronder maatschappelijke re-integratie).

#### Schizofrenie
De eerste toepassingen van token economy gebeurden bij chronische, therapieresistente psychotische patiënten. Ook nu wordt nog steeds gewerkt met token economy bij mensen met schizofrenie. Soms wordt de token economy gebruikt als een blijvende prothese. En soms wordt token economy gebruikt om bij zogenaamde therapieresistente patiënten toch nog naar resocialisatie te kunnen werken. Bij patiënten die gemiddeld meer dan 7 jaar onafgebroken waren opgenomen, kon na inschakeling in een token economy (zoals steeds gecombineerd met andere interventies) 78% met ontslag na gemiddeld 110 dagen. Onderzoek leert dat patiënten de token economy als positief ervaren. Verschillende recente overzichten van psychosociale behandelingen voor schizofrenie noemen token economy als een effectieve, evidence-based aanpak. De American Psychological Association geeft op haar website rond onderzoeksbewijs voor psychologische behandelingen token economy voor schizofrenie het label "strong research support" (het hoogste label voor evidence-based behandelingen). In Vlaanderen lopen momenteel nog enkele token economy's in psychiatrische ziekenhuizen: één te Bierbeek en twee te Munsterbilzen (op een rehabilitatieafdeling en op een acute afdeling).

#### Acute afdelingen
Niet alleen in rehabilitatiesettings wordt token economy gebruikt, maar ook op acute psychiatrische afdelingen. Zo zijn succesvolle resultaten gerapporteerd voor het verminderen van agressie via token economy op een afdeling waar patiënten minder dan 3 weken verbleven.

#### Korsakovpatiënten
Een Nederlandse afstudeerscriptie onderzocht de mogelijkheden van het toepassen van token economy in een zorginstelling voor korsakovpatiënten. Aan de hand van het pilot-onderzoek werden aanbevelingen geformuleerd.

#### Verslaving
Omdat de naam 'token economy' vaak een negatieve bijklank kreeg, werd en wordt het systeem soms toegepast onder andere namen. Het meest opvallend is dit in de verslavingssector. Reeds geruime tijd wordt daar gewerkt met systemen die afgeleid zijn van token economy's, maar dan onder de naam contingency management. Hoewel de term contingency management aanvankelijk ruimer was en betekende dat men rechtstreeks consequenties (bekrachtiging) ging koppelen aan gedrag, bijvoorbeeld aan het clean blijven, evolueerde de toepassing meer en meer naar een vorm van token economy. Ook de community reinforcement approach wordt meestal gecombineerd met contingency management. In plaats van over 'tokens' spreekt men bij contingency management over 'vouchers' of aanverwante termen. Pas sinds de laatste jaren zijn contingency management en de community reinforcement in Nederland en België, maar ook elders aan een opmars bezig. Onderzoek toont aan dat deze vorm van token economy zeer goed buiten de instellingen kan toegepast worden en leidt tot minder druggebruik. Op deze manier wordt dus een antwoord geboden op het probleem van de evolutie naar minder residentieel en meer maatschappelijk geïntegreerd werken. Contingency management wordt zowel residentieel als ambulant toegepast. Meer uitgebreide versies van contingency management (eigenlijk zuivere token economy's) vergen degelijke training. Soms mislukken ook zij of moeten ze ondanks positieve effecten toch stoppen omdat er te weinig coaching is door deskundigen. Zo moest in Bavo Europoort te Rotterdam de pas in 2007 opgezette contingency management voor langdurig opgenomen dubbeldiagnosepatiënten worden stopgezet omdat de psycholoog vertrok.

#### Ontwikkelingsstoornissen
Token economy wordt ook toegepast bij volwassenen met ontwikkelingsstoornissen. Doelen kunnen zijn het doen toenemen van sociaal gedrag en zelfzorg, of het verminderen van ongepast of storend gedrag.

### Kinderen en jongeren
Reeds zeer lang worden token economy's ook bij kinderen en jongeren gebruikt, zowel in de hulpverlening als in scholen.

#### Ontwikkelingsstoornissen
Ook bij kinderen met ontwikkelingsstoornissen wordt token economy toegepast. Onderzoek toont aan dat het kan helpen om storend gedrag te verminderen of sociaal gedrag te bevorderen.

#### Problematische opvoedingssituaties
Bij problematische opvoedingssituaties wordt soms token economy gebruikt of geadviseerd, zowel in België als Nederland. Op het internet zijn zelfs tips te vinden over hoe zo'n systeem op te zetten in opvoedingssituaties.

#### Scholen
Token economy wordt toegepast in uiteenlopende scholen, vooral in het speciaal onderwijs (in Vlaanderen 'bijzonder onderwijs'), maar ook daarbuiten. Er worden positieve effecten gevonden, zowel op het verhogen van de aandacht (ook bij kinderen met aandachtsproblemen) als op het verminderen van storend gedrag. Token economy in onderwijssituaties blijkt de intrinsieke motivatie te verhogen. Hoewel de gevonden resultaten doorgaans positief zijn, is toch nog meer onderzoek nodig om een aantal zaken uit te klaren.